# Castanea dentata
Castanea dentata eller amerikansk kastanj är en bokväxtart som först beskrevs av Humphry Marshall, och fick sitt nu gällande namn av Moritz Moriz Balthasar Borkhausen. Castanea dentata ingår i släktet kastanjer, och familjen bokväxter. Inga underarter finns listade.
Arten förekommer i Appalacherna och i angränsande områden i östra Nordamerika. Den når i norr området söder om Toronto i Kanada samt delstaterna New York och Maine i USA. Utbredningsområdet sträcker sig i syd till delstaterna Mississippi, Alabama och Georgia. Mindre bestånd hittas även i norra Florida. Castanea dentata växer i låglandet och upp till 1200 meter över havet. Trädet ingår i lövskogar eller blandskogar men det har blivit mycket sällsynt. Denna kastanj blommar i juni och juli.
Sedan 1890-talet drabbas populationen av en svampsjukdom som orsakas av svampen Cryphonectria parasitica. Den introducerades antagligen från Japan. Svampen skadar trädets bark, grenar och kvistar. IUCN uppskattar att över 90 procent av populationen försvann under de senaste tre generationerna. Castanea dentata listas därför som akut hotad (CR).

## Bildgalleri

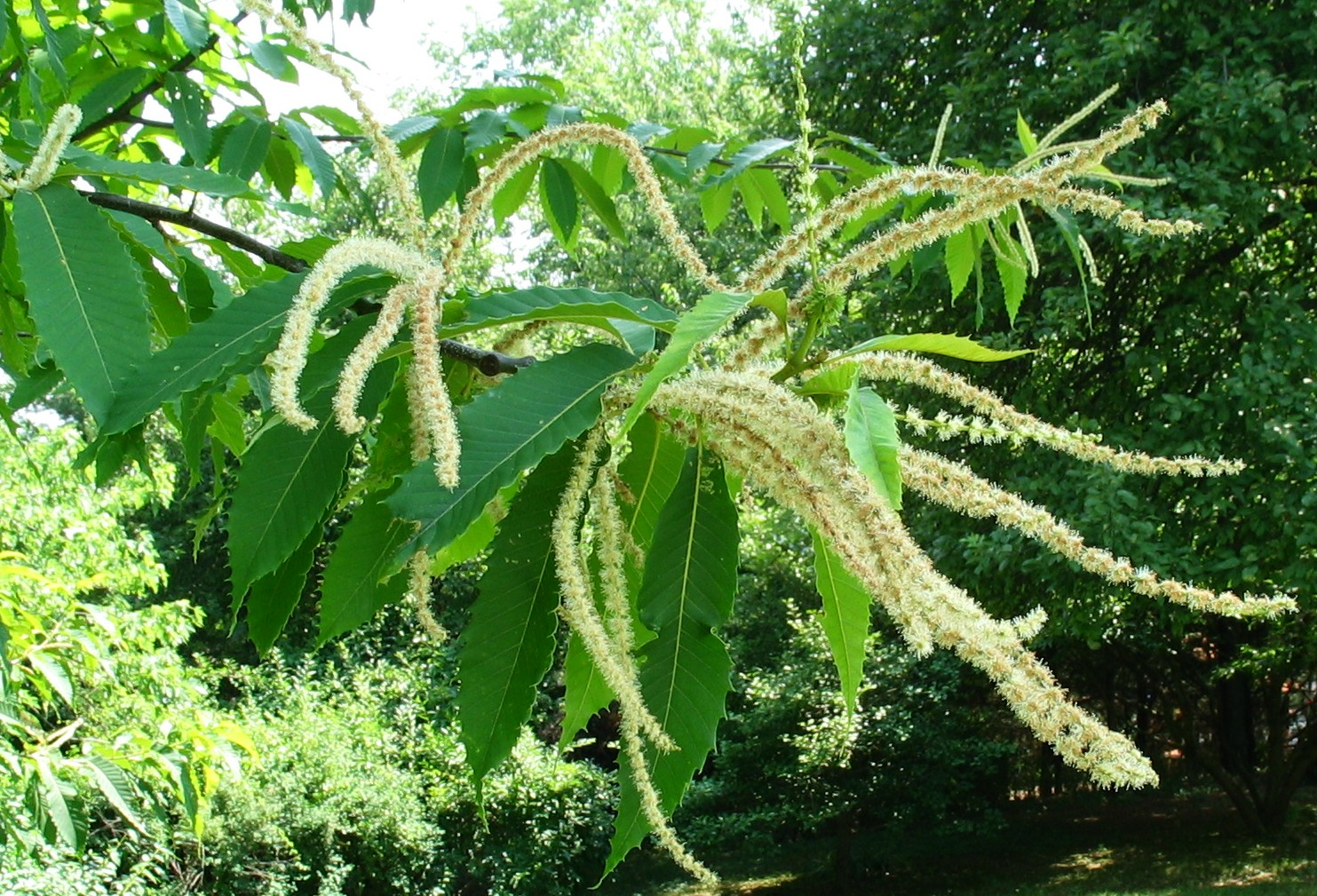
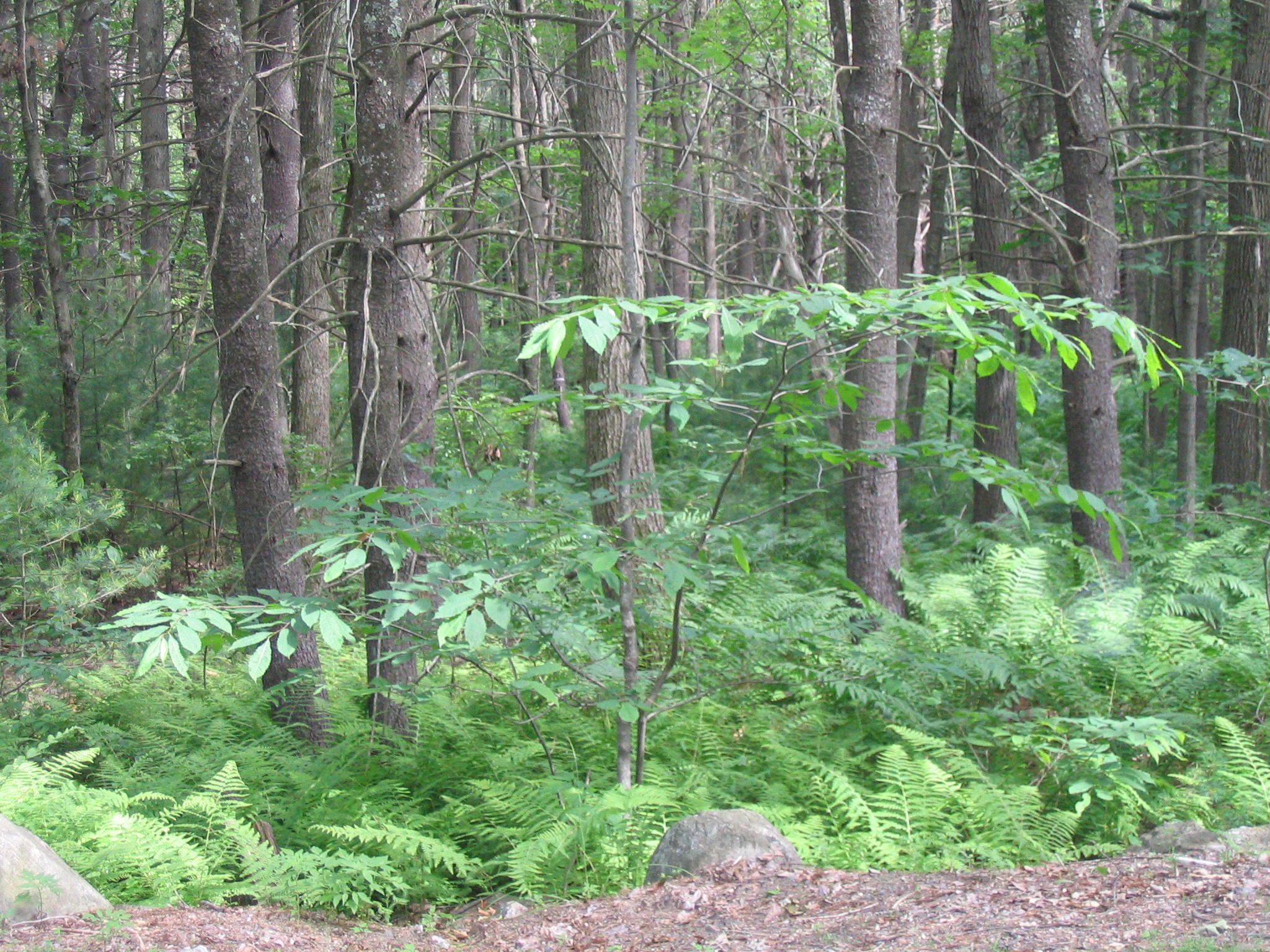
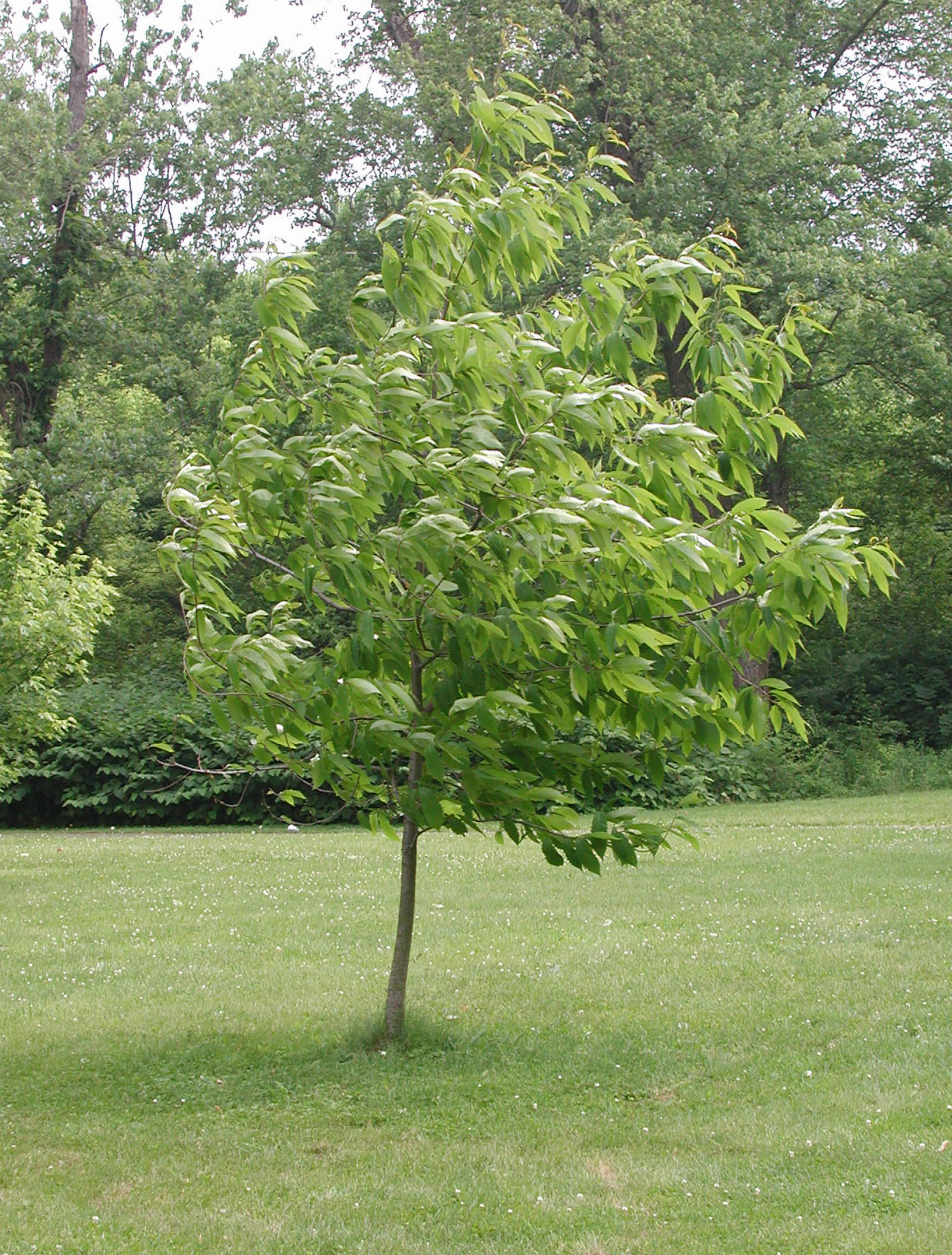
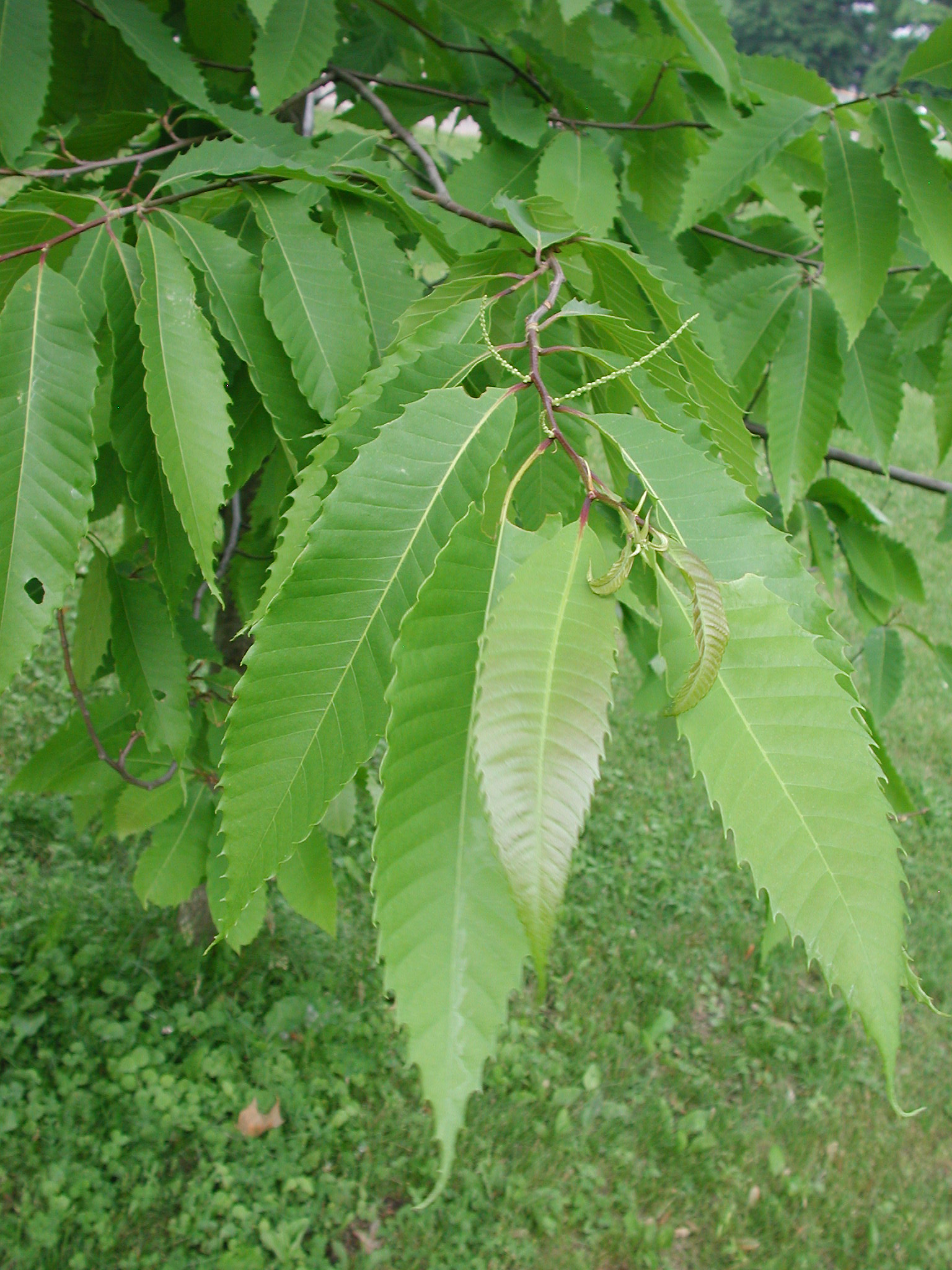